# Ngụy Mang Quý
Ngụy Mang Quý (chữ Hán: 芒季) là vị tông chủ thứ hai của họ Ngụy, một đại gia tộc giữ chức khanh của nước Tấn, chư hầu nhà Chu trong lịch sử Trung Quốc, và là tổ tiên của nước Ngụy, một trong Chiến Quốc Thất hùng sau này.
Ông là con trai của Tất Vạn - vị tông chủ đầu tiên của họ Ngụy. Sau khi Tất Vạn qua đời, Mang Quý lên thế tập.
Sử sách không ghi rõ những hành trạng của ông trong thời gian làm tông chủ họ Ngụy. Cũng không rõ ông mất năm nào. Sau khi ông mất, con ông là Ngụy Sưu thế tập.